# Lisa Schwab
Lisa Schwab (* 30. Mai 1989 in Höhfröschen) ist eine ehemalige deutsche Fußballspielerin.

## Werdegang

### Verein
Schwab begann ihre Karriere beim FC Fehrbach. Im Jahre 2005 wechselte sie zum damaligen Zweitligisten 1. FC Saarbrücken. In der Saison 2006/07 schaffte sie mit ihrer Mannschaft den Aufstieg in die Bundesliga und belegte mit 20 Saisontoren den dritten Platz in der Torjägerliste der 2. Liga Süd. Am 19. April 2008 stand sie mit dem 1. FC Saarbrücken im Finale des DFB-Pokals, das mit 1:5 gegen den 1. FFC Frankfurt verloren wurde. Zur Saison 2009/10 wechselte sie zu Bayer 04 Leverkusen, mit dem ihr zur Spielzeit 2010/11 der Aufstieg in die Bundesliga gelang. Die Stürmerin beendete nach acht Jahren und 143 Ligaspielen für Leverkusen nach der Saison 2016/2017 verletzungsbedingt ihre Karriere.

### Nationalmannschaft
Schwab durchlief alle Juniorinnenauswahlen des Deutschen Fußball-Bundes. Mit der U-17-Nationalmannschaft gewann sie 2005 den Nordic Cup. 2007 wurde sie mit der U-19-Nationalmannschaft in Island Europameister. Bei der U-19-Europameisterschaft 2008 in Frankreich scheiterte sie mit dem deutschen Team im Halbfinale an Norwegen (3:5 n. E.). Im selben Jahr nahm sie mit der U-20-Nationalmannschaft an der Weltmeisterschaft in Chile teil, wo die Mannschaft den dritten Platz belegte. Zuletzt gehörte sie bis 2012 zum Kader der U-23-Nationalmannschaft, für die sie am 1. Juli 2009 debütierte.

## Erfolge
- U-19-Europameisterin 2007
- DFB-Pokalfinalistin 2008 (mit dem 1. FC Saarbrücken)
- 3. Platz U-20-Weltmeisterschaft 2008
- Meister 2. Bundesliga Süd 2006/07, 2008/09 (mit dem 1. FC Saarbrücken) und 2009/10 (mit Bayer 04 Leverkusen)
- DFB-Hallenpokalsiegerin 2015 (mit Bayer 04 Leverkusen)